# RABe 524
Les RABe 524 / ETR 150 / ETR 524 sont des automotrices bicourant (3000 V CC / 15 kV 16,7 Hz) des Chemins de fer fédéraux suisses.

## Description

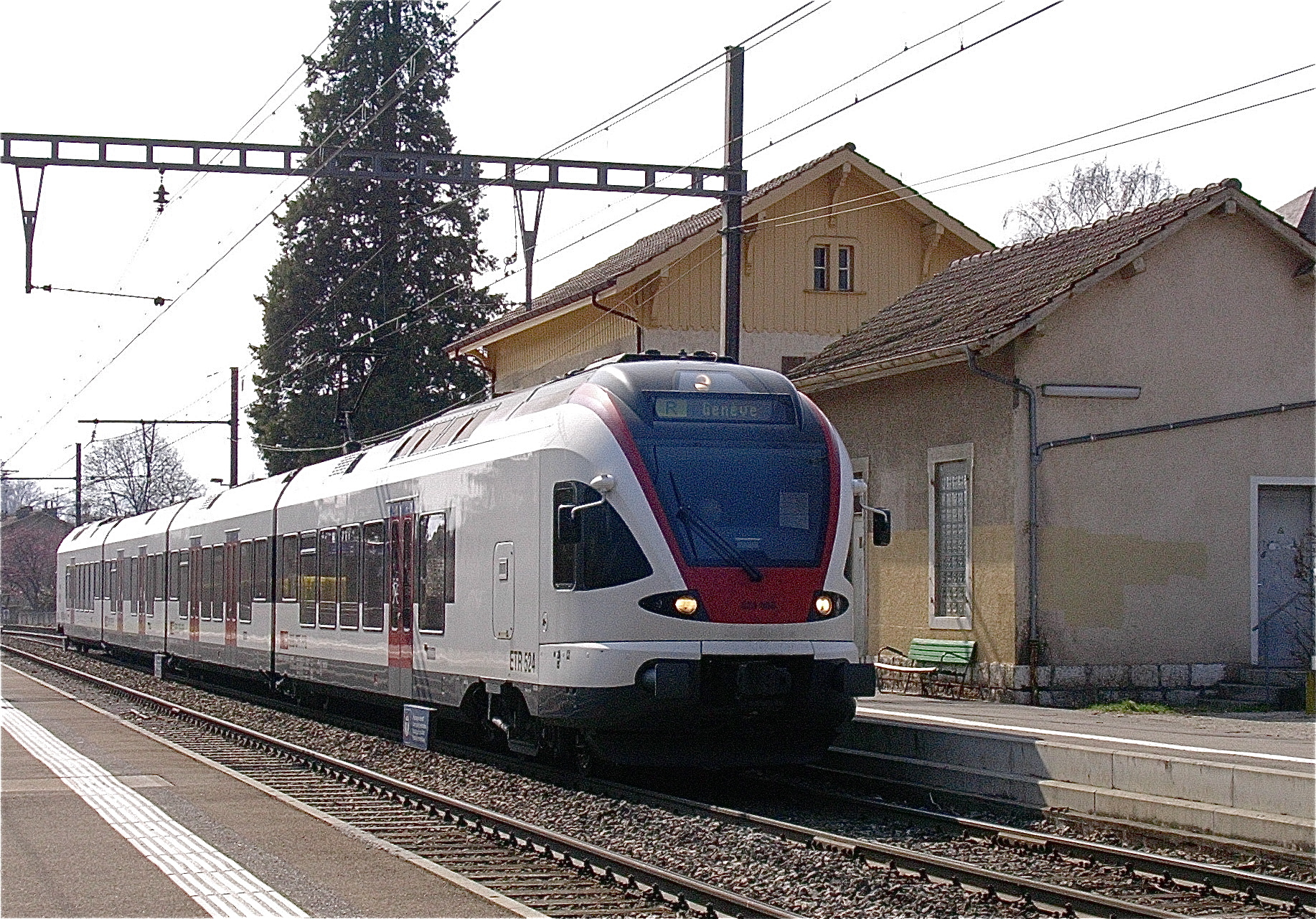
Flirt RABe 524 à Genève

Elles sont utilisées sur le réseau TiLo et ont été exploités sur le RER de Genève avant que la ligne de Genève vers Lyon soit ré-électrifiée en 25 000 V 50 Hz ; elles circulaient sous 1500 V, c'est-à-dire à mi-puissance. Les trois rames genevoises sont parties au Tessin pour compléter le parc et ont été remplacées par les RABe 522 et des RBDe 562 .
Il y a 19 rames de 4 voitures (RABe 524.001-019) et 11 à 6 voitures (RABe 524.101-111). En Italie elles sont classifiées respectivement comme ETR 150 et ETR 524.
En 2017, les CFF ont commandé  à Stadler Rail pour le réseau TiLo, cinq automotrices à six caisses de Type FLIRT 3 et la compagnie partenaire du réseau TiLo, les FNM ont également commandé le 30 novembre 2018, neuf automotrices de même type. En Suisse, ces automotrices sont désignées RABe 524.3 et en Italie ETR 524. D'une puissance de 2000 kW, elles sont aptes à 160 km/h. Les FLIRT CFF ont toutes été livrées de mi-2020 à novembre 2020, cinq de celles commandées par FNM.